# Släntblodbi
Släntblodbi (Sphecodes crassus) är en biart som beskrevs av Thomson 1870. Den ingår i släktet blodbin och familjen vägbin. Inga underarter finns listade i Catalogue of Life.

## Beskrivning
Huvud och mellankropp (inklusive benen) har svart grundfärg. Huvudet är brett; hos honan har det kraftiga käkar medan hanen har tät, vit behåring i ansiktet. Behåringen är i övrigt mycket sparsam hos båda könen. Stora delar av bakkroppen är röd, men omfattningen varierar mellan könen: Honans bakkropp är röd på tergiterna 1 till 3, tergit 3 dock med svart bakkant; resten av hennes bakkropp är svart. Hanens bakkropp är röd på kanterna av tergit 1, nästan helt röd på tergit 2 med undantag för ett tvärband i bakre delen, medan tergit 3 kan vara röd längst fram. Ofta är den emellertid svart, precis som resten av bakkroppen. Honan blir 6 till 7 mm lång, hanen 5 till 6 mm.

## Ekologi
Arten besöker främst blommande växter från flockblommiga växter, som kvannesläktet, morotssläktet och hundkäx. Honorna flyger från mars till augusti, medan hanarna börjar uppträda i juni.
Likt alla blodbin är honan boparasit; hon bygger inga egna bon, utan lägger sina ägg i bon av andra solitära bin som smalbina lersmalbi, punktsmalbi, reliktsmalbi, släntsmalbi, Lasioglossum prasinum och Lasioglossum parvulum. I Sverige har arten även observerats bland bon av bandbiet skogsbandbi. I samband med äggläggningen dödar honan värdägget eller -larven, så hennes avkomma ostört kan leva på det insamlade matförrådet.
Honan kan bli påtagligt aggressiv om värdhonan upptäcker henne i sitt bo. Det är inte ovanligt vid sådana tillfällen att släntblodbihonan dödar värdhonan.

## Utbredning
Släntblodbiet förekommer från Nordafrika, i Europa upp till 64º N i Skandinavien och från Brittiska öarna till Turkiet och Iran. I Sverige förekommer det i större delen av Götaland och Svealand samt norrut längs Norrlandskusten. I Finland har det observerats i större delen av landet från Åland och sydkusten norrut till ungefär Norra Österbotten och södra Lappland, men något enst6aka fynd har gjorts längre norrut, i nordöstra Lappland.

## Status
Arten är klassificerad som livskraftig (LC) både globalt, i Sverige och i Finland